# 8Eight
8Eight (Hangul: 에이트), là một nhóm nhạc nam nữ Hàn Quốc được thành lập vào năm 2007. Nhóm bao gồm 3 thành viên: Baek Chan, Lee Hyun và Joo Hee. Vào ngày 21 tháng 12 năm 2014, hợp đồng của Baek Chan và Joo Hee với Big Hit Entertainment kết thúc và nhóm tan rã không chính thức.
8Eight đã giành chiến thắng trong mùa đầu tiên trên chương trình truyền hình Show Survival của MBC. Nhóm đã ra mắt trên chương trình âm nhạc Show! Music Core của MBC vào ngày 25 tháng 8 năm 2007.
Vào ngày 8 tháng 10 năm 2012, thành viên Lee Hyun đã nhập ngũ để thực hiện nghĩa vụ quân sự. Anh được đào tạo cơ bản trong 5 tuần trước khi phục vụ như một người lính tại ngũ trong 21 tháng.
Vào ngày 19 tháng 9 năm 2014, nhóm phát hành đĩa đơn "Don't Go Crazy".
Vào ngày 31 tháng 1 năm 2020, Big Hit Entertainment tiết lộ rằng nhóm sẽ phát hành một đĩa đơn mới vào ngày 7 tháng 2 với Bang Si-hyuk và Wonderkid là nhà sản xuất.

## Thành viên
- Lee Hyun (이현) – giọng ca nam, trưởng nhóm
- Baek Chan (백찬) – giọng ca nam, rapper
- Joo Hee (주희) – giọng ca nữ

## Danh sách đĩa nhạc

### Album phòng thu
| Tên                                                 | Chi tiết album | Vị trí cao nhất | Doanh số      |
| Tên                                                 | Chi tiết album | KOR             | Doanh số      |
| --------------------------------------------------- | --- | --------------- | ------------- |
| The First                                           | - Phát hành: 3 tháng 9, 2007 - Hãng đĩa: Big Hit Entertainment - Định dạng: CD Danh sách bài hát 1. Forget Love and Sing (사랑을 잃고 난 노래하네) 2. Can I Love Again (사랑할 수 있을까) 3. Going Insane (미치다) 4. We Cannot Love (우린 사랑해선 안됩니다) 5. If Only One Day Is Left (나에게 하루밖에 없다면) (hợp tác với V.O.S) 6. Come Back (돌아와줘) 7. Hearing My Memory (추억이 들린다) 8. Listen (들어요) (hợp tác với Lim Jeong Hee & K.Will) 9. Between (사이) (hợp tác với Sunye & Yeeun của Wonder Girls và Pdogg) 10. Love All Over the World (세상 가득 사랑을) | 19              | - KOR: 3,217+ |
| Infinity                                            | - Phát hành: 18 tháng 3, 2008 - Hãng đĩa: Big Hit Entertainment - Định dạng: CD Danh sách bài hát 1. Let Me Go 2. I Love You 3. Sometin’ Sometin’ 4. One Love 5. Ask 6. In The Morning 7. She Be Here 8. Me, Ju Hee 9. One Step 10. Hanging Your Collar | —               | —             |
| Golden Age                                          | - Phát hành: 10 tháng 3, 2009 - Hãng đĩa: Big Hit Entertainment - Định dạng: CD Danh sách bài hát 1. 잘가요 내사랑 2. 울고 싶어 우는 사람이 있겠어 3. 이제 슬픈 건 충분해 4. 마중 5. 내 삶의 빛 6. 불쌍한 해바라기 7. 참지마 8. Numbers 9. Can’t Stop 10. 사랑한다면서 11. 자유 12. Without A Heart (심장이 없어) | —               | —             |
| "—" biểu thị cho album không có trên bảng xếp hạng. | |                 |               |

### Mini album
| Tên        | Chi tiết album | Vị trí cao nhất | Doanh số      |
| Tên        | Chi tiết album | KOR             | Doanh số      |
| ---------- | --- | --------------- | ------------- |
| The Bridge | - Phát hành: 11 tháng 5, 2010 - Hãng đĩa: Big Hit Entertainment - Định dạng: CD, tải kỹ thuật số Danh sách bài hát 1. Intro : Love is going (사랑이 가도) 2. The End is Coming (이별이 온다) 3. Even if your face change (얼굴이 바껴도) 4. Star (hợp tác với Changmin & Jinwoon của 2AM) 5. Availability Period (유효기간) 6. Outro : The Bridge | 62              | —             |
| 8Eight     | - Phát hành: 21 tháng 6, 2011 - Hãng đĩa: Source Music - Định dạng: CD, tải kỹ thuật số Danh sách bài hát 1. Covering your mouth (그 입술을 막아본다) 2. You're really great (그대는 정말 대단해요) 3. Even song can't cure sorrow (노래도 슬픔은 못 고치네) 4. U Make Me Feel Brand New 5. Dilemma                                               | 18              | - KOR: 1,031+ |

### Đĩa đơn
| Tên                                                                     | Năm  | Vị trí cao nhất  | Vị trí cao nhất  | Album                                          |
| Tên                                                                     | Năm  | KOR Gaon         | KOR Hot 100      | Album                                          |
| ----------------------------------------------------------------------- | ---- | ---------------- | ---------------- | ---------------------------------------------- |
| "I Can Hear the Memories" (추억이 들린다)                               | 2007 | Không có dữ liệu | Không có dữ liệu | The First                                      |
| "I Love You" (hợp tác với Jessica của Girls' Generation)                | 2008 | Không có dữ liệu | Không có dữ liệu | Infinity                                       |
| "Dala Song" (với Park Ki-young & Horan)                                 | 2008 | Không có dữ liệu | Không có dữ liệu | Đĩa đơn không có trong album                   |
| "Goodbye My Love" (잘가요 내사랑)                                       | 2009 | Không có dữ liệu | Không có dữ liệu | Đĩa đơn không có trong album                   |
| "No One Cries Because They Want to Date" (울고 싶어 우는 사람이 있겠어) | 2009 | Không có dữ liệu | Không có dữ liệu | Đĩa đơn không có trong album                   |
| "Availability Period" (유효기간)                                        | 2010 | 13               | Không có dữ liệu | The Bridge                                     |
| "You're Really Great" (그대는 정말 대단해요)                            | 2011 | 25               | Không có dữ liệu | 8Eight                                         |
| "And...Someday" (썸데이...그리고)                                       | 2011 | 28               | 14               | Re:Feel Theme (tổng hợp các nghệ sĩ khác nhau) |
| "Let's Not Go Crazy" (미치지말자)                                       | 2014 | 13               | Không có dữ liệu | Đĩa đơn không có trong album                   |
| "Fool Again" (또 사랑에 속다)                                           | 2020 | 100              | Không có dữ liệu | Đĩa đơn không có trong album                   |

### Nhạc phim
| Tên                                 | Năm  | Vị trí cao nhất | Vị trí cao nhất | Album                               |
| Tên                                 | Năm  | KOR Gaon        | KOR Hot 100     | Album                               |
| ----------------------------------- | ---- | --------------- | --------------- | ----------------------------------- |
| "My Sweet Seoul" (달콤한 나의 도시) | 2008 | No data         | No data         | My Sweet Seoul OST                  |
| "One Person" (한사람)               | 2011 | 22              | 12              | A Thousand Days' Promise OST        |
| "Notebook"                          | 2012 | —               | 58              | Salamander Guru and The Shadows OST |